# Nachtmarkt

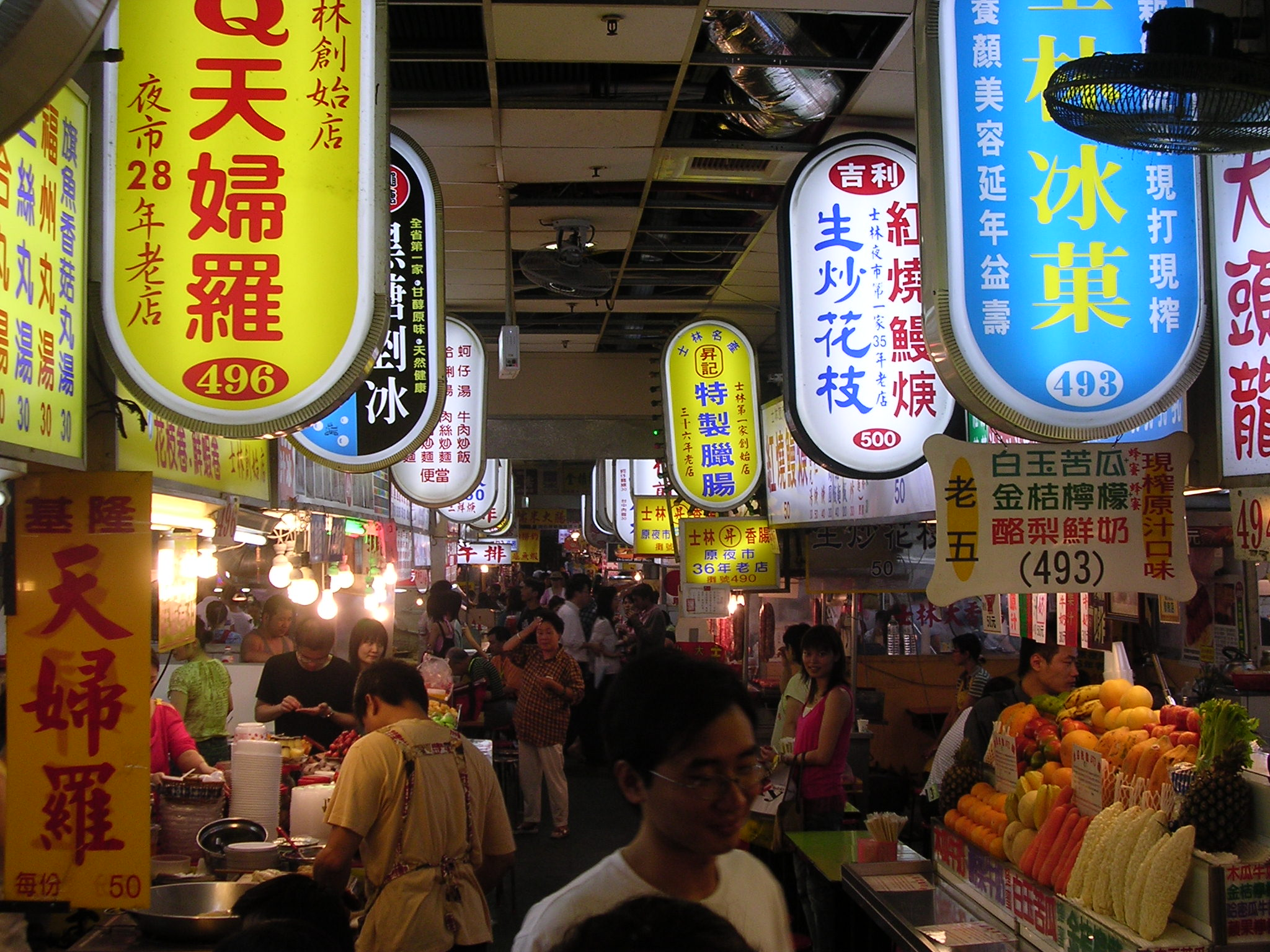
Der Shilin Nachtmarkt in Taipei, Taiwan

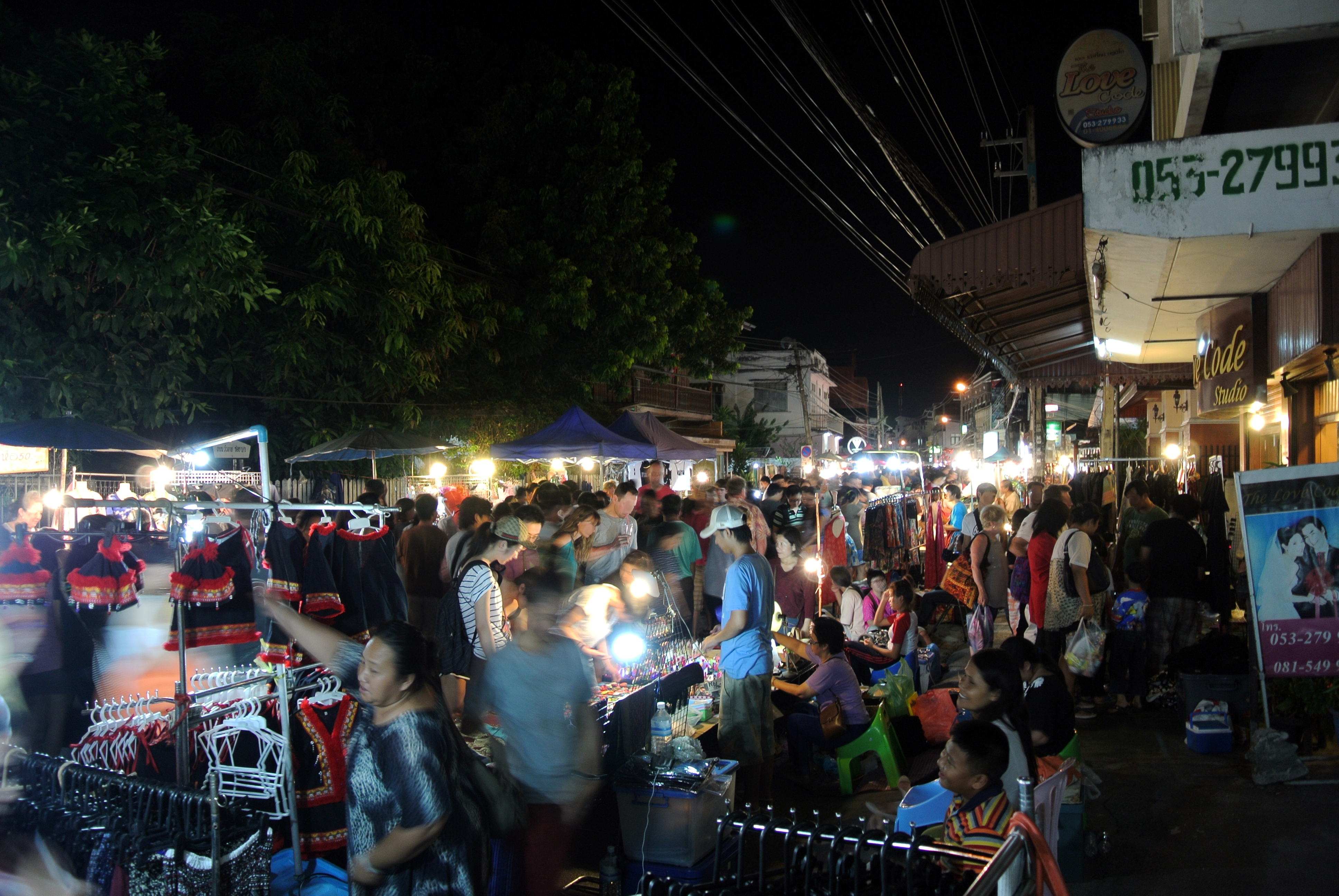
Nachtmarkt in Chiang Mai, Thailand

Ein Nachtmarkt oder Nachtbasar ist eine Art Wochenmarkt, der regulär abends seinen Betrieb aufnimmt. Nachtmärkte können sowohl in Stadtzentren als auch suburban liegen und verkaufen in der Regel Nahrungsmittel.
Die bekanntesten Nachtmärkte befinden sich in China und in Gegenden wie Hongkong, Macau, Singapur, Malaysia, Taiwan (Nachtmärkte in Taiwan), Thailand (etwa Chiang Mai und Hua Hin) und den Chinatowns überall auf der Welt. Die größeren sind offen angelegt und befinden sich auf Marktplätzen, wogegen die kleineren meist informell sind und sich eigenständig auf oft begangenen Straßen entwickelt haben.
Nachtmärkte finden in Nordamerika meist während eines Anlasses der chinesischen Kultur wie z. B. des Frühlingsfestes statt. Die Studentenverbindung Taiwanischer Studenten der University of Washington veranstaltet einen jährlichen Nachtmarkt im Mai. Dieses Spektakel lässt 2.000 Menschen aus dem pazifischen Nordwesten Amerikas zusammenkommen. In San Francisco gibt es ebenfalls einen solchen Nachtmarkt jeden Samstag im Herbst mit um die 100 Buden. Nachtmärkte gibt es jedoch, wie zum Beispiel den Nachtmarkt in Riga, auch unabhängig von der chinesischen Kultur.

## Geschichte
Die chinesischen Nachtmärkte tauchten in der Geschichtsschreibung erstmals um das Jahr 836 in der Tang-Dynastie auf, als der Kaiser Wen Zong (文宗,  Wénzōng) Regeln für jene erließ. Diese Märkte wurden nur von schlechter situierten Chinesen frequentiert und waren meist nahe einem Rotlichtviertel angesiedelt.